# Kup
Kup je vesnice v Maďarsku v župě Veszprém, spadající pod okres Pápa. Nachází se asi 7 km jižně od Pápy, 16 km severovýchodně od Devecseru, 20 km severozápadně od Ajky a 34 km jihovýchodně od Celldömölku. V roce 2015 zde žilo 460 obyvatel, z nichž naprostou většinu (98,1 %) tvoří Maďaři.
Kromě hlavní části ke Kupu patří i malé části Erdészlak, Jónásmajor a Vádásház.
Kup leží na silnici 8402. Je přímo silničně spojen s obcemi Bakonypölöske, Ganna, Nóráp a Pápakovácsi. Kupem protéká potok Bittva, který se vlévá do řeky Marcal.
V Kupu se nacházejí dva kostely, katolický kostel sv. Jiřího a reformovaný kostel. Je zde též hřbitov, dětské hřiště a kavárna.